# Weston (Ohio)
Weston es una villa ubicada en el condado de Wood en el estado estadounidense de Ohio. En el Censo de 2010 tenía una población de 1590 habitantes y una densidad poblacional de 541,84 personas por km².

## Geografía
Weston se encuentra ubicada en las coordenadas 41°20′46″N 83°47′41″O / 41.34611, -83.79472. Según la Oficina del Censo de los Estados Unidos, Weston tiene una superficie total de 2.93 km², de la cual 2.93 km² corresponden a tierra firme y (0.26%) 0.01 km² es agua.

## Demografía
Según el censo de 2010, había 1590 personas residiendo en Weston. La densidad de población era de 541,84 hab./km². De los 1590 habitantes, Weston estaba compuesto por el 91.64% blancos, el 0.13% eran afroamericanos, el 1.01% eran amerindios, el 0.06% eran asiáticos, el 0% eran isleños del Pacífico, el 4.78% eran de otras razas y el 2.39% pertenecían a dos o más razas. Del total de la población el 11.76% eran hispanos o latinos de cualquier raza.